# 卡米耶·耶杰耶夫斯基
卡米耶·耶杰耶夫斯基（法語：Camille Jedrzejewski，2002年4月25日—），法国女子射击运动员，2023年欧洲运动会女子10米气手枪和女子10米气手枪团体银牌得主、2024年夏季奥林匹克运动会女子25米手枪银牌得主。